# Villa de Madrid Indoor Meeting 2024
Villa de Madrid Indoor Meeting 2024 – 9. edycja międzynarodowego mityngu lekkoatletycznego, który odbył się 23 lutego 2024 w Centro Deportivo Municipal Gallur w Madrycie.
Zawody były ostatnią, siódmą odsłoną znajdującego się w kalendarzu World Athletics Indoor Tour Gold, cyklu najbardziej prestiżowych zawodów halowych, organizowanych pod egidą World Athletics w sezonie 2024.
Rozegranych zostało 12 konkurencji.

## Wyniki

### Mężczyźni
| Pozycja | Bieg | Tor | Zawodnik                 | Państwo   | Czas    | Pkt. |
| ------- | ---- | --- | ------------------------ | --------- | ------- | ---- |
| 01 !    | 2    | 5   | Catalin Tecuceanu        | Włochy    | 1:45,00 | 10   |
| 02 !    | 2    | 3   | Mohamed Attaoui          | Hiszpania | 1:45,67 | 7    |
| 03 !    | 2    | 4   | Adrián Ben               | Hiszpania | 1:45,72 | 5    |
| 4.      | 2    | 2   | Álvaro de Arriba         | Hiszpania | 1:45,88 | 3    |
| 5.      | 2    | 1   | Javier Mirón             | Hiszpania | 1:46,52 |      |
| 6.      | 2    | 2   | Pieter Sisk              | Belgia    | 1:47,52 |      |
| 7.      | 1    | 4   | Tom Dradiga              | Uganda    | 1:47,91 |      |
| 8.      | 1    | 5   | Pablo Sánchez-Valladares | Hiszpania | 1:48,00 |      |
| 9.      | 1    | 2   | Elvin Josué Canales      | Hiszpania | 1:48,08 |      |
| 10.     | 1    | 3   | Ronaldo Olivo            | Hiszpania | 1:48,14 |      |
| 11.     | 1    | 1   | David Barroso            | Hiszpania | 1:48,47 |      |
| 12.     | 1    | 2   | Marino Bloudek           | Chorwacja | 1:48,65 |      |
| 13.     | 2    | 6   | Hazem Miawad             | Egipt     | 1:49,10 |      |
| 14.     | 1    | 4   | David Carranza           | Hiszpania | 1:49,75 |      |
| 15.     | 1    | 6   | Noam Mamu                | Izrael    | 1:52,28 |      |
| 16 !    | 1    | 6   | Saúl Martínez            | Hiszpania | DNF     |      |
| 16 !    | 2    | 6   | Guillermo Rojo           | Hiszpania | DNF     |      |

| Pozycja | Zawodnik               | Państwo    | Czas    | Pkt. |
| ------- | ---------------------- | ---------- | ------- | ---- |
| 01 !    | Narve Gilje Nordås     | Norwegia   | 7:41,28 | 10   |
| 02 !    | Ermias Girma           | Etiopia    | 7:41,94 | 7    |
| 03 !    | Hugo Hay               | Francja    | 7:43,37 | 5    |
| 4.      | Mikesa Fikadu          | Etiopia    | 7:43,73 | 3    |
| 5.      | Telahun Haile Bekele   | Etiopia    | 7:43,76 |      |
| 6.      | Elzan Bibić            | Serbia     | 7:44,14 |      |
| 7.      | Per Svela              | Norwegia   | 7:47,86 |      |
| 8.      | John Heymans           | Belgia     | 7:49,73 |      |
| 9.      | Abderrahman El Khayami | Hiszpania  | 7:51,47 |      |
| 10.     | Adam Maijó             | Hiszpania  | 8:02,08 |      |
| 11.     | Mohamed Abdilaahi      | Niemcy     | 8:02,10 |      |
| 12.     | Sebastian Frey         | Austria    | 8:02,85 |      |
| 13.     | Miguel de la Torre     | Hiszpania  | DNF     |      |
| 14 !    | José Carlos Pinto      | Portugalia | DNF     |      |

| Pozycja | Tor | Zawodnik          | Państwo    | Czas |
| ------- | --- | ----------------- | ---------- | ---- |
| 01 !    | 7   | Lorenzo Simonelli | Włochy     | 7,46 |
| 02 !    | 5   | Asier Martínez    | Hiszpania  | 7,50 |
| 03 !    | 3   | Enrique Llopis    | Hiszpania  | 7,51 |
| 4.      | 2   | Milan Trajković   | Cypr       | 7,59 |
| 5.      | 4   | Jason Joseph      | Szwajcaria | 7,72 |
| 6.      | 1   | Hassane Fofana    | Włochy     | 7,80 |
| 7.      | 6   | Wilhem Belocian   | Francja    | DNF  |
| 8.      | 8   | Jakub Al-Yuha     | Kuwejt     | DNS  |

| Pozycja | Zawodnik        | Państwo    | Wynik | Pkt. |
| ------- | --------------- | ---------- | ----- | ---- |
| 01 !    | Piotr Lisek     | Polska     | 5,70  | 10   |
| 02 !    | Pedro Buaró     | Portugalia | 5,60  | 7    |
| 03 !    | Aleix Pi        | Hiszpania  | 5,50  | 5    |
| 4.      | Juan Luis Bravo | Hiszpania  | 5,30  | 3    |
| 4.      | Ilja Krawczenko | Ukraina    | 5,30  | 3    |
| 6.      | Artur Coll      | Hiszpania  | 5,30  |      |
| 7.      | Isidro Leyva    | Hiszpania  | 5,10  |      |

| Pozycja | Zawodnik             | Państwo    | Wynik | Pkt. |
| ------- | -------------------- | ---------- | ----- | ---- |
| 01 !    | Jordan Díaz          | Hiszpania  | 17,52 | 10   |
| 02 !    | Max Heß              | Niemcy     | 16,96 | 7    |
| 03 !    | Yasser Triki         | Algieria   | 16,66 | 5    |
| 4.      | Tiago Pereira        | Portugalia | 16,63 | 3    |
| 5.      | Dimitris Tsiamis     | Grecja     | 16,20 |      |
| 6.      | Pablo Torrijos       | Hiszpania  | 15,78 |      |
| 7.      | Teddy Tamgho         | Francja    | 15,20 |      |
| 08 !    | Jean-Marc Pontvianne | Francja    | NM    |      |

| Pozycja | Zawodnik              | Państwo           | Wynik | Pkt. |
| ------- | --------------------- | ----------------- | ----- | ---- |
| 01 !    | Rajindra Campbell     | Jamajka           | 22,16 | 10   |
| 02 !    | Tomas Walsh           | Nowa Zelandia     | 22,03 | 7    |
| 03 !    | Leonardo Fabbri       | Włochy            | 21,68 | 5    |
| 4.      | Chukwuebuka Enekwechi | Nigeria           | 21,54 | 3    |
| 5.      | Zane Weir             | Włochy            | 21,38 |      |
| 6.      | Roger Steen           | Stany Zjednoczone | 21,06 |      |
| 7.      | Scott Lincoln         | Wielka Brytania   | 20,82 |      |
| 8.      | Tomáš Staněk          | Czechy            | 20,51 |      |
| 9.      | Carlos Tobalina       | Hiszpania         | 19,36 |      |
| 10.     | Miguel Gómez          | Hiszpania         | 19,35 |      |
| 11.     | Jose Ángel Pinedo     | Hiszpania         | 19,03 |      |
| 12.     | Bob Bertemes          | Luksemburg        | DNS   |      |

### Kobiety
| Pozycja | Bieg | Tor | Zawodniczka          | Państwo    | Czas  | Pkt. |
| ------- | ---- | --- | -------------------- | ---------- | ----- | ---- |
| 01 !    | 2    | 5   | Andrea Miklós        | Rumunia    | 51,11 | 10   |
| 02 !    | 2    | 6   | Sharlene Mawdsley    | Irlandia   | 51,97 | 7    |
| 03 !    | 2    | 4   | Naomi van der Broeck | Belgia     | 52,01 | 5    |
| 4.      | 2    | 3   | Cátia Azevedo        | Portugalia | 52,43 | 3    |
| 5.      | 1    | 5   | Eva Santidrián       | Hiszpania  | 52,67 |      |
| 6.      | 1    | 6   | Carmen Avilés        | Hiszpania  | 53,06 |      |
| 7.      | 1    | 3   | Daniela Fra          | Hiszpania  | 53,12 |      |
| 8.      | 1    | 2   | Berta Segura         | Hiszpania  | 53,35 |      |
| 9.      | 1    | 4   | Blanca Hervás        | Hiszpania  | 53,55 |      |
| 10.     | 2    | 2   | Gunta Vaičule        | Łotwa      | 53,64 |      |

| Pozycja | Tor | Zawodniczka     | Państwo   | Czas    |
| ------- | --- | --------------- | --------- | ------- |
| 01 !    | 3   | Worknesh Mesele | Etiopia   | 2:01,01 |
| 02 !    | 4   | Eloisa Coiro    | Włochy    | 2:01,50 |
| 03 !    | 5   | Tigist Girma    | Etiopia   | 2:01,61 |
| 4.      | 2   | Lorea Ibarzabal | Hiszpania | 2:01,62 |
| 5.      | 4   | Elena Bellò     | Włochy    | 2:01,93 |
| 6.      | 1   | Daniela García  | Hiszpania | 2:03,67 |
| 7.      | 1   | Bregje Sloot    | Holandia  | 2:04,83 |
| 8.      | 6   | Zoya Naumov     | Hiszpania | 2:06,06 |
| 9.      | 6   | Sara Gallego    | Hiszpania | DNF     |

| Pozycja | Zawodniczka       | Państwo   | Czas    | Pkt. |
| ------- | ----------------- | --------- | ------- | ---- |
| 01 !    | Ludovica Cavalli  | Włochy    | 4:07,01 | 10   |
| 02 !    | Saron Berhe       | Etiopia   | 4:08,22 | 7    |
| 03 !    | Águeda Marqués    | Hiszpania | 4:08,40 | 5    |
| 4.      | Marta Zenoni      | Włochy    | 4:09,55 | 3    |
| 5.      | Giulia Aprile     | Włochy    | 4:10,53 |      |
| 6.      | Marta Pérez       | Hiszpania | 4:11,52 |      |
| 7.      | Marina Martínez   | Hiszpania | 4:14,43 |      |
| 8.      | Elise Vanderelst  | Belgia    | 4:14,67 |      |
| 9.      | Marta García      | Hiszpania | 4:14,82 |      |
| 10.     | Knight Aciru      | Uganda    | 4:15,04 |      |
| 11.     | Kimberley Ficenec | Czechy    | DNF     |      |

| Pozycja | Tor | Zawodniczka        | Państwo           | Czas | Pkt. |
| ------- | --- | ------------------ | ----------------- | ---- | ---- |
| 01 !    | 4   | Devynne Charlton   | Bahamy            | 7,68 | 10   |
| 02 !    | 5   | Nadine Visser      | Holandia          | 7,78 | 7    |
| 03 !    | 6   | Pia Skrzyszowska   | Polska            | 7,83 | 5    |
| 4.      | 3   | Sarah Lavin        | Irlandia          | 7,95 | 3    |
| 5.      | 2   | Reetta Hurske      | Finlandia         | 7,99 |      |
| 6.      | 7   | Luca Kozák         | Węgry             | 8,06 |      |
| 7.      | 8   | Matte Graversgaard | Dania             | 8,10 |      |
| 8.      | 1   | Cortney Jones      | Stany Zjednoczone | 8,19 |      |

| Pozycja | Zawodniczka       | Państwo   | Wynik | Pkt. |
| ------- | ----------------- | --------- | ----- | ---- |
| 01 !    | Lia Apostolovski  | Słowenia  | 1,89  | 10   |
| 02 !    | Ella Junnila      | Finlandia | 1,89  | 7    |
| 03 !    | Airinė Palšytė    | Litwa     | 1,89  | 5    |
| 4.      | Buse Savaşkan     | Turcja    | 1,85  | 3    |
| 5.      | Julia Czumaczenko | Ukraina   | 1,85  |      |
| 6.      | Solène Gicquel    | Francja   | 1,85  |      |
| 6.      | Eleanor Patterson | Australia | 1,85  |      |
| 8.      | Saleta Fernández  | Hiszpania | 1,85  |      |
| 9.      | Una Stancev       | Hiszpania | 1,80  |      |
| 10.     | Michaela Hrubá    | Czechy    | 1,80  |      |

| Pozycja | Zawodniczka       | Państwo   | Wynik | Pkt. |
| ------- | ----------------- | --------- | ----- | ---- |
| 01 !    | Florentina Iusco  | Rumunia   | 6,65  | 10   |
| 02 !    | Milica Gardašević | Serbia    | 6,64  | 7    |
| 03 !    | Fátima Diame      | Hiszpania | 6,55  | 5    |
| 4.      | Tessy Ebosele     | Hiszpania | 6,50  | 3    |
| 5.      | Leticia Melo      | Brazylia  | 6,35  |      |
| 6.      | Diana Lesti       | Węgry     | 6,29  |      |
| 7.      | Rougui Sow        | Francja   | 6,21  |      |
| 8.      | Lissandra Campos  | Brazylia  | 6,14  |      |

## Rekordy
Podczas mityngu ustanowiono 4 krajowe rekordy w kategorii seniorów:
| Zawodnik          | Reprezentacja | Konkurencja               | Rezultat |
| ----------------- | ------------- | ------------------------- | -------- |
| Catalin Tecuceanu | Włochy        | bieg na 800 m             | 1:45,00  |
| Lorenzo Simonelli | Włochy        | bieg na 60 m przez płotki | 7,46     |
| Rajindra Campbell | Jamajka       | pchnięcie kulą            | 22,16    |
| Cátia Azevedo     | Portugalia    | bieg na 400 m             | 52,43    |

## Klasyfikacja końcowa World Athletics Indoor Tour 2024
Źródło: World Athletics.

### Mężczyźni
| Pozycja | Zawodnik               | Państwo           | Punkty |
| ------- | ---------------------- | ----------------- | ------ |
| 01 !    | Jeremiah Azu           | Wielka Brytania   | 13     |
| 02 !    | Ackeem Blake           | Jamajka           | 12     |
| 03 !    | Noah Lyles             | Stany Zjednoczone | 10     |
| 4.      | Christian Coleman      | Stany Zjednoczone | 10     |
| 5.      | Yoshihide Kiryū        | Japonia           | 10     |
| 6.      | Demek Kemp             | Stany Zjednoczone | 10     |
| 7.      | Akihiro Hihashida      | Japonia           | 10     |
| 8.      | Abdul Hakim Sani Brown | Japonia           | 7      |
| 9.      | Joshua Hartmann        | Niemcy            | 7      |
| 10.     | Shūhei Tada            | Japonia           | 7      |
| 11.     | Oliwer Wdowik          | Polska            | 7      |
| 12.     | Richard Kilty          | Wielka Brytania   | 6      |
| 13.     | Ronnie Baker           | Stany Zjednoczone | 5      |
| 14.     | Henrik Larsson         | Szwecja           | 5      |
| 15.     | Fred Kerley            | Stany Zjednoczone | 3      |
| 16.     | Ryiem Forde            | Jamajka           | 3      |

| Pozycja | Zawodnik            | Państwo           | Punkty |
| ------- | ------------------- | ----------------- | ------ |
| 01 !    | Catalin Tecuceanu   | Włochy            | 22     |
| 02 !    | Tshepiso Masalela   | Botswana          | 20     |
| 03 !    | Bryce Hoppel        | Stany Zjednoczone | 17     |
| 4.      | Elliott Crestan     | Belgia            | 10     |
| 5.      | Marco Arop          | Kanada            | 10     |
| 6.      | Mohamed Ali Gouaned | Algieria          | 7      |
| 7.      | Abdelati El Guesse  | Hiszpania         | 7      |
| 8.      | Noah Kibet          | Kenia             | 7      |
| 9.      | Joshua Hartmann     | Niemcy            | 7      |
| 10.     | Mariano García      | Hiszpania         | 5      |
| 11.     | Adrián Ben          | Hiszpania         | 5      |
| 12.     | Mark English        | Irlandia          | 5      |
| 13.     | Mateusz Borkowski   | Polska            | 5      |
| 14.     | Sam Ellis           | Stany Zjednoczone | 5      |
| 15.     | Benjamin Robert     | Francja           | 3      |
| 16.     | Álvaro de Arriba    | Hiszpania         | 3      |
| 17.     | Luciano Flore       | Stany Zjednoczone | 3      |
| 18.     | Tony van Diepen     | Holandia          | 3      |
| 19.     | Jakub Dudycha       | Czechy            | 3      |
| 20.     | Josh Hoey           | Stany Zjednoczone | 3      |

| Pozycja | Zawodnik                 | Państwo           | Punkty |
| ------- | ------------------------ | ----------------- | ------ |
| 01 !    | Selemon Barega           | Etiopia           | 20     |
| 02 !    | Getnet Wale              | Etiopia           | 19     |
| 03 !    | Lamecha Girma            | Etiopia           | 10     |
| 4.      | Samuel Tefera            | Etiopia           | 10     |
| 5.      | Narve Gilje Nordås       | Norwegia          | 10     |
| 6.      | Josh Kerr                | Wielka Brytania   | 10     |
| 7.      | Biniam Mehary            | Etiopia           | 7      |
| 8.      | Edwin Kurgat             | Kenia             | 7      |
| 9.      | Ermias Girma             | Etiopia           | 7      |
| 10.     | Grant Fischer            | Stany Zjednoczone | 7      |
| 11.     | Brian Fay                | Irlandia          | 5      |
| 12.     | Hugo Hay                 | Francja           | 5      |
| 13.     | Darragh McElhinney       | Irlandia          | 5      |
| 14.     | Emil Danielsson          | Szwecja           | 5      |
| 15.     | Cole Hocker              | Stany Zjednoczone | 5      |
| 16.     | Dominic Lokinyomo Lobalu | Szwajcaria        | 3      |
| 17.     | Benjamin Flanagan        | Kanada            | 3      |
| 18.     | Milkesa Fikadu           | Etiopia           | 3      |
| 19.     | Nursułtan Kienieszbiekow | Kirgistan         | 3      |
| 20.     | Adisu Girma              | Etiopia           | 3      |
| 21.     | Geordie Beamish          | Nowa Zelandia     | 3      |

| Pozycja | Zawodnik           | Państwo           | Punkty |
| ------- | ------------------ | ----------------- | ------ |
| 01 !    | Piotr Lisek        | Polska            | 25     |
| 02 !    | Christopher Nilsen | Stany Zjednoczone | 10     |
| 03 !    | Armand Duplantis   | Szwecja           | 10     |
| 4.      | Sam Kendricks      | Stany Zjednoczone | 10     |
| 5.      | Menno Vloon        | Holandia          | 10     |
| 6.      | KC Lightfoot       | Stany Zjednoczone | 7      |
| 7.      | Ben Broeders       | Belgia            | 7      |
| 7.      | Thibaut Collet     | Francja           | 7      |
| 9.      | Pedro Buaró        | Portugalia        | 7      |
| 10.     | Austin Miller      | Stany Zjednoczone | 5      |
| 11.     | Zhong Tao          | Chiny             | 5      |
| 12.     | Robert Sobera      | Polska            | 5      |
| 12.     | Emanuil Karalis    | Grecja            | 5      |
| 14.     | Aleix Pi           | Hiszpania         | 5      |
| 15.     | Zachery Bradford   | Stany Zjednoczone | 3      |
| 16.     | Cole Walsh         | Stany Zjednoczone | 3      |
| 17.     | Ilja Krawczenko    | Ukraina           | 3      |
| 17.     | Juan Luis Bravo    | Hiszpania         | 3      |

| Pozycja | Zawodnik             | Państwo      | Punkty |
| ------- | -------------------- | ------------ | ------ |
| 01 !    | Yasser Triki         | Algieria     | 17     |
| 02 !    | Andy Díaz            | Włochy       | 10     |
| 03 !    | Jordan Díaz          | Hiszpania    | 10     |
| 4.      | Fabrice Zango        | Burkina Faso | 10     |
| 5.      | Tiago Pereira        | Portugalia   | 10     |
| 6.      | Max Heß              | Niemcy       | 10     |
| 7.      | Jean-Marc Pontvianne | Francja      | 5      |
| 8.      | Emmanuel Ihemeje     | Włochy       | 3      |

| Pozycja | Zawodnik              | Państwo           | Punkty |
| ------- | --------------------- | ----------------- | ------ |
| 01 !    | Tomas Walsh           | Nowa Zelandia     | 19     |
| 02 !    | Roger Steen           | Stany Zjednoczone | 17     |
| 03 !    | Leonardo Fabbri       | Włochy            | 15     |
| 4.      | Tomáš Staněk          | Czechy            | 12     |
| 5.      | Rajindra Campbell     | Jamajka           | 10     |
| 6.      | Scott Lincoln         | Wielka Brytania   | 10     |
| 7.      | Chukwuebuka Enekwechi | Nigeria           | 6      |
| 8.      | Eric Favors           | Irlandia          | 5      |
| 9.      | Zane Weir             | Włochy            | 3      |
| 10.     | Francisco Belo        | Portugalia        | 3      |

### Kobiety
| Pozycja | Zawodniczka             | Państwo           | Punkty |
| ------- | ----------------------- | ----------------- | ------ |
| 01 !    | Lieke Klaver            | Holandia          | 27     |
| 02 !    | Andrea Miklós           | Rumunia           | 16     |
| 03 !    | Henriette Jæger         | Norwegia          | 14     |
| 4.      | Cátia Azevedo           | Portugalia        | 13     |
| 5.      | Femke Bol               | Holandia          | 10     |
| 6.      | Laviai Nielsen          | Wielka Brytania   | 10     |
| 7.      | Kendall Ellis           | Stany Zjednoczone | 10     |
| 8.      | Talitha Diggs           | Stany Zjednoczone | 10     |
| 9.      | Lada Vondrová           | Czechy            | 8      |
| 10.     | Sharlene Mawdsley       | Irlandia          | 7      |
| 11.     | Raevyn Rogers           | Stany Zjednoczone | 7      |
| 12.     | Sophie Becker           | Irlandia          | 7      |
| 13.     | Rhasidat Adeleke        | Irlandia          | 7      |
| 14.     | Naomi van der Broeck    | Belgia            | 5      |
| 15.     | Helena Ponette          | Belgia            | 5      |
| 16.     | Stephenie Ann McPherson | Jamajka           | 5      |
| 17.     | Leah Anderson           | Jamajka           | 5      |
| 18.     | Lisanne de Witte        | Holandia          | 3      |
| 19.     | Nanako Matsumoto        | Japonia           | 3      |
| 20.     | Candice McLeod          | Jamajka           | 3      |

| Pozycja | Zawodniczka             | Państwo           | Punkty |
| ------- | ----------------------- | ----------------- | ------ |
| 01 !    | Freweyni Hailu          | Etiopia           | 30     |
| 02 !    | Diribe Welteji          | Etiopia           | 24     |
| 03 !    | Hirut Meshesha          | Etiopia           | 12     |
| 4.      | Birke Haylom            | Etiopia           | 12     |
| 5.      | Saron Berhe             | Etiopia           | 12     |
| 6.      | Gudaf Tsegay            | Etiopia           | 10     |
| 7.      | Ludovica Cavalli        | Włochy            | 10     |
| 8.      | Elle Purrier St. Pierre | Stany Zjednoczone | 10     |
| 9.      | Gela Hambese            | Etiopia           | 7      |
| 10.     | Jessica Hull            | Australia         | 7      |
| 11.     | Emily Mackay            | Stany Zjednoczone | 5      |
| 12.     | Águeda Marqués          | Hiszpania         | 5      |
| 13.     | Susan Ejore             | Kenia             | 5      |
| 14.     | Axumawit Embaye         | Etiopia           | 5      |
| 15.     | Tigist Girma            | Etiopia           | 3      |
| 16.     | Habitam Alemu           | Etiopia           | 3      |
| 17.     | Addison Wiley           | Stany Zjednoczone | 3      |
| 18.     | Marta Zenoni            | Włochy            | 3      |
| 19.     | Dahdi Dube              | Etiopia           | 3      |
| 19.     | Netsanet Desta          | Etiopia           | 3      |
| 19.     | Yolanda Ngarambe        | Szwecja           | 3      |

| Pozycja | Zawodniczka       | Państwo           | Punkty |
| ------- | ----------------- | ----------------- | ------ |
| 01 !    | Devynne Charlton  | Bahamy            | 28     |
| 02 !    | Tobi Amusan       | Nigeria           | 27     |
| 03 !    | Nadine Visser     | Holandia          | 24     |
| 4.      | Pia Skrzyszowska  | Polska            | 22     |
| 5.      | Tia Jones         | Stany Zjednoczone | 15     |
| 6.      | Sarah Lavin       | Irlandia          | 15     |
| 7.      | Danielle Williams | Jamajka           | 7      |
| 8.      | Nia Ali           | Stany Zjednoczone | 7      |
| 9.      | Laëticia Bapté    | Francja           | 7      |
| 10.     | Ackera Nugent     | Jamajka           | 3      |
| 11.     | Masai Russell     | Stany Zjednoczone | 3      |
| 12.     | Amber Hughes      | Stany Zjednoczone | 3      |
| 13.     | Alaysha Johnson   | Stany Zjednoczone | 3      |
| 14.     | Charisma Taylor   | Bahamy            | 3      |
| 15.     | Weronika Nagięć   | Polska            | 3      |

| Pozycja | Zawodniczka           | Państwo    | Punkty |
| ------- | --------------------- | ---------- | ------ |
| 01 !    | Urtė Baikštytė        | Litwa      | 10     |
| 02 !    | Lia Apostolovski      | Słowenia   | 10     |
| 03 !    | Nadieżda Dubowicka    | Kazachstan | 7      |
| 4.      | Ella Junnila          | Finlandia  | 7      |
| 5.      | Airinė Palšytė        | Litwa      | 5      |
| 6.      | Michaela Hrubá        | Czechy     | 5      |
| 7.      | Buse Savaşkan         | Turcja     | 3      |
| 7.      | Julija Czumaczenko    | Ukraina    | 3      |
| 9.      | Kristina Owczinnikowa | Kazachstan | 3      |

| Pozycja | Zawodniczka       | Państwo   | Punkty |
| ------- | ----------------- | --------- | ------ |
| 01 !    | Milica Gardašević | Serbia    | 17     |
| 02 !    | Florentina Iusco  | Rumunia   | 10     |
| 03 !    | Diána Lesti       | Węgry     | 7      |
| 4.      | Fátima Diame      | Hiszpania | 5      |
| 5.      | Xiong Shiqi       | Chiny     | 5      |
| 6.      | Tessy Ebosele     | Hiszpania | 3      |
| 7.      | Yue Nga Yan       | Hongkong  | 3      |